# Montalvo (Los Ríos)
Montalvo ist eine Kleinstadt und die einzige Parroquia urbana im Kanton Montalvo der ecuadorianischen Provinz Los Ríos. Die Parroquia besitzt eine Fläche von etwa 300 km². Die Einwohnerzahl der Parroquia betrug beim Zensus im Jahr 2010, als La Esmeralda noch nicht ausgegliedert war, 24.164. Davon wohnten 12.734 Einwohner im urbanen Bereich von Montalvo.

## Lage
Die Parroquia Montalvo liegt am Fuße der westlichen Anden. Der Río San Pablo entwässert das Areal nach Westen. Der Río La Mona begrenzt das Areal im Nordwesten, der Río San Pablo und dessen rechter Nebenfluss Río Changuil im Süden. Der etwa 60 m hoch gelegene Hauptort Montalvo befindet sich 27 km östlich der Provinzhauptstadt Babahoyo. Die Fernstraße E491 (Babahoyo–San Pablo de Atenas) führt an Montalvo vorbei.
Die Parroquia Montalvo grenzt im Nordosten an die Parroquia La Esmeralda, im Osten an die Provinz Bolívar mit den Parroquias Balsapamba, Bilován und Régulo de Mora (alle drei im Kanton San Miguel de Bolívar), im Süden an die Parroquia Febres Cordero (Kanton Babahoyo), im Südwesten an das Municipio von Babahoyo sowie im Nordwesten an die Parroquia La Unión (ebenfalls im Kanton Babahoyo).

## Geschichte
Der Kanton Montalvo wurde am 25. April 1984 gegründet. Damit wurde Montalvo als Parroquia urbana Sitz der Kantonsverwaltung.